# Bruno Bello
Welinton Oppenkoski (30 de junho de 1999) é um voleibolista profissional brasileiro, jogador posição líbero. 

## Títulos
Clubes
Superliga Brasileira:
- 2021

Seleção principal
Campeonato Sul-Americano Sub-19:
- 2016

Campeonato Mundial Sub-21:
- 2019